# Brachythecium kuroishicum
Brachythecium kuroishicum là một loài Rêu trong họ Brachytheciaceae. Loài này được Besch. mô tả khoa học đầu tiên năm 1893.